# Premio Portugal Telecom de Literatura
El Premio Portugal Telecom de Literatura fue creado en 2003 por la empresa portuguesa de telecomunicaciones Portugal Telecom, para fomentar y divulgar la literatura brasileña. Es concedido a la mejor obra de literatura en lengua portuguesa publicado el año anterior. Las categorías que se incluyen son novela, poesía y cuento. El Premio económico en la actualidad es de 50.000 reales (unos 19.000 euros) en cada categoría más un premio especial de 50.000 reales más a la mejor obra en lengua portuguesa.
Los Premios de cada edición:
- 2003 Nove Noites de Bernardo Carvalho.
- 2003 Pico na veia de Dalton Trevisan.
- 2004 Macau de Paulo Henrique Britto.
- 2005 Os lados do círculo de Amilcar Bettega Barbosa.
- 2006 Cinzas do norte de Milton Hatoum.
- 2007 Jerusalém de Gonçalo Tavares.
- 2008 O filho eterno de Cristovão Tezza.
- 2009 Ó de Nuno Ramos.
- 2010 Leite derramado de Chico Buarque.
- 2011 Pasajero del final del día de Rubens Figueiredo.
- 2012 A Máquina de Fazer Espanhóis de Valter Hugo Mae. Mención de honor a Las tres muertes de K. de Bernardo Kucinski